# Санта-Франческа-Романа
Санта-Франческа-Романа (італ. Santa Francesca Romana) — середньовічна церква на Римському форумі

## Історія
З 1352 перебуває в розпорядженні бенедиктинського згромадження оліветанців.
До XVI століття церква називалася Санта Марія Нова і, як можна зробити висновок з цієї назви, була присвячена Діві Марії.
Ще в VIII столітті на її місці стояв невеликий ораторіум для апостолів Петра і Павла, оточений руїнами античного храму Венери і Роми. За Павла I у II-й половині Х століття ораторіум був вбудований в нині існуючу церкву, куди були переміщені основні святині із зруйнованої землетрусом церкви Санта Марія Антіква. Гонорій II перебудував храм з додаванням кампаніли і абсидних мозаїк із зображенням Маести. Декілька століть пізніше, у зв'язку з канонізацією Франчески Римської, мощі якого спочивають у храмі, пересвятив церкву на честь цієї святої. Тут же похований після повернення в Рим після Авіньйонського полону понтифік Григорій XI. На початку XVII століття за проектом Карло Ломбарді були зведені нові фасад і портал з травертину. У центральні наві збереглися хори, вимощені косматинськими мозаїками.
Облицьована яшмою сповідальна — робота Берніні.

## Титулярна церква
Церква Санта Франческа Романа є титулярною церквою, кардиналом-священиком з титулом церкви Санта Франческа Романа (як вона називалася до XVI століття) з 28 червня 1991, є італійський кардинал, Декан колегії кардиналів — Анджело Содано.